# Лесото на літніх Олімпійських іграх 2004
Лесото брала участь у Літніх Олімпійських іграх 2004 року в Афінах (Греція), у восьмий раз за свою історію, але не завоювала жодної медалі. Збірну країни представляли троє спортсменів.

## Результати

### Легка атлетика
| Спортсмен          | Дисципліна | Фінал     | Фінал |
| Спортсмен          | Дисципліна | Результат | Місце |
| ------------------ | ---------- | --------- | ----- |
| Мпелеза Нтлот Соеу | марафон    | 2:30,19   | 70    |

| Спортсменка     | Дисципліна | Фінал     | Фінал |
| Спортсменка     | Дисципліна | Результат | Місце |
| --------------- | ---------- | --------- | ----- |
| Мамокете Лечела | марафон    | 3:11,56   | 64    |

### Тхеквондо
| Змагання | Спортсмен      | Турнір        | 1/16 фіналу              | 1/8 фіналу         | Чвертьфінал        | Півфінал           | Фінал              |
| Змагання | Спортсмен      | Турнір        | Суперник Результат       | Суперник Результат | Суперник Результат | Суперник Результат | Суперник Результат |
| -------- | -------------- | ------------- | ------------------------ | ------------------ | ------------------ | ------------------ | ------------------ |
| до 49 кг | Лінео Мочесане | Жінки — 49 кг | Невена Лукич (AUT) П 0—4 | Завершила виступ   | Завершила виступ   | Завершила виступ   | Завершила виступ   |